# Альберто Аццо II
Альберто (Адальберто) Аццо II (італ. Alberto Azzo II; 10 липня 1009 — 20 серпня 1097) — маркграф Мілану, граф Луни, Тортони, Падуї, Гавели та Генуї в 1029—1097 роках. Засновник роду Есте.

## Життєпис
Походив з роду Обертенгів. Єдиний син Альберто Аццо I, маркграфа Мілана, і Аделаїди. Народився 1009 року в Модені. Після смерті батька у 1029 році успадкував його володіння й титули.
На початку 1030-х років заснував недалеко від Падуї в невеличкому поселенні Есте замок, навколо якого швидко виросло місто. У 1073 році переніс туди свою резиденцію. У 1035 або 1036 році одружився з представницею Швабської гілки династії Старших Вельфів.
1039 року стає маркграфом д'Есте. З початку 1040-х років боровся проти посилення Боніфація IV, маркграфа Тоскани. Втім у 1046 році внаслідок впливу Боніфація IV при імператорському дворі був позбавлений юрисдикції над Міланом на користь місцевого архієпископа, залишивши під владою маркграфа лише навколишню область. З цього часу титул маркграфа Міланського дедалі більше стає номінальним.
1069 року барони французького Менського графства запросили до панування Герсенду, дружину Альберто Аццо II, через яку він також став впливати на управління цим графством.
1070 року разом з дружиною зрікся там влади на користь сина Гуго. 1074 року долучився до папських військ, згодом брав участь у декількох синодах. З початком у 1075 році боротьби за інвеституру між імператором Генріхом IV і папою римським Григорієм VII вправно маневрував між ними. Завдяки цьому отримав зиск від обох, що були зацікавленні в підтримці Альберто Аццо II, який мав значні володіння в долині річки По, чим забезпечував зв'язок між північною Італією та Тосканою.
1077 року в нагороду за посередництво з папою римським отримав від імператора Генріха IV підтвердження своїм володінням в Луніджані (Східна Лігурія), зокрема графство Луні, а також володіння областю Есте. Водночас заклав архієпископу Пізи право вищої юрисдикції на островом Сардинія, отриману від Папського престолу. У 1079 році був присутній у Феррарі на засіданні судових зборів під головування Матильди Тосканської.
У 1089 році разом зі старшим сином Вельфом влаштував шлюб онука Вельфа Молодшого з Матильдою Тосканською. В цьому також брали участь імператор та папа римський, розглядаючи цей союз як основу для замирення.
1090 року відправив сина Гуго для вступу у володіння графством Мен, яке на той час вже було захоплено норманами. Проте у 1091 році Гуго повернувся до Італії. 1093 року за посередництва Альберто Аццо II продав права на Мен своєму родичу Елії де Божансі за 10 тис. солідів. За цим Альберто Аццо II відправив сина на допомогу небозі Матильді, маркграфині Тоскани, що протистояла імператорським військам.
Помер у 1097 році в Леньяго. Його володіння поділили сини Фулько, Гуго і Вельф.

## Родина
1. Дружина — Кунігунда, донька Вельфа II, графа Альдорфа.
Діти:
- Вельф (бл. 1030/1040—1101), герцог Баварії

2. Дружина — Гарсенда, донька Герберта I, графа Мена.
Діти:
- Фулько (д/н—1128), маркграф Мілану
- Гуго (1055/1062—1131), граф Мена

3. Дружина — Матильда Палавічіні.
Діти:
- Аделазія (д/н—1146), дружина Вільгельма I дела Аделарді